# Semiothisa punctolineata
Semiothisa punctolineata là một loài bướm đêm trong họ Geometridae.